# فراریت (شیمی)

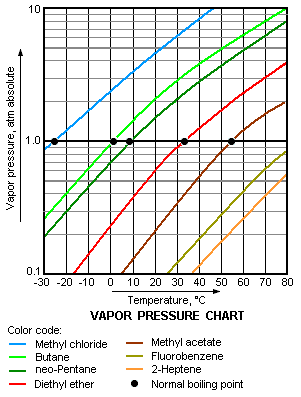
نمودار فشار بخار برای چند مایع

گریزگری یا فرّاریت (به انگلیسی: Volatility) در علم شیمی و فیزیک به تمایل یک ماده برای تبدیل شدن به فاز بخار گفته می‌شود که رابطه مستقیمی با فشار بخار ماده دارد. هر قدر فشار بخار ماده در دمای مشخص بالاتر باشد تمایل آن ماده برای تبدیل شدن به بخار و در نتیجه فراریت ماده بالاتر است.